# Porto Mutts 2015-2016
Questa voce raccoglie le informazioni riguardanti i Porto Mutts nelle competizioni ufficiali della stagione 2015-16. 

## VII Liga Portuguesa de Futebol Americano

### Regular season
| Canidelo 22 novembre 2015, ore 15:00 1ª giornata fase 1 | Porto Mutts | 35 – 6 | Porto Renegades |  |

| Canidelo 6 dicembre 2015, ore 15:00 3ª giornata fase 1 | Porto Mutts | 32 – 0 | Braga Warriors |  |

| Barcelos 10 gennaio 2016, ore 15:00 6ª giornata fase 1 | Braga Black Knights | 6 – 36 | Porto Mutts |  |

| Mouriz 24 gennaio 2016, ore 15:00 8ª giornata fase 1 | Paredes Lumberjacks | 6 – 45 | Porto Mutts |  |

| Porto 31 gennaio 2016, ore 15:00 9ª giornata fase 1 | Porto Mutts | 51 – 0 | Porto Renegades |  |

| Maia 14 febbraio 2016, ore 15:30 11ª giornata fase 1 | Maia Mustangs | 0 – 41 | Porto Mutts |  |

| Lavra 27 febbraio 2016, ore 15:00 1º turno fase 2 | Porto Mutts | 21 – 34 | Lisboa Devils | Complexo Desportivo de Lavra |

| Faro 12 marzo 2016, ore 19:00 3º turno fase 2 | Algarve Sharks | 40 – 19 | Porto Mutts |  |

### Playoff
| 9 aprile 2016, ore 16:00 Semifinale | Porto Mutts | 0 – 2 (d.g.s.) | Algarve Sharks |  |

## Statistiche di squadra
| Competizione | %Vittorie | In casa | In casa | In casa | In casa | In casa | In casa | In trasferta | In trasferta | In trasferta | In trasferta | In trasferta | In trasferta | Totale | Totale | Totale | Totale | Totale | Totale |
| Competizione | %Vittorie | G       | V       | N       | P       | Pf      | Ps      | G            | V            | N            | P            | Pf           | Ps           | G      | V      | N      | P      | Pf     | Ps     |
| ------------ | --------- | ------- | ------- | ------- | ------- | ------- | ------- | ------------ | ------------ | ------------ | ------------ | ------------ | ------------ | ------ | ------ | ------ | ------ | ------ | ------ |
| Campionato   | .500      | 4       | 3       | 0       | 1       | 139     | 40      | 4            | 3            | 0            | 1            | 141          | 52           | 8      | 6      | 0      | 2      | 280    | 92     |
| Playoff      | .000      | 1       | 0       | 0       | 1       | 0       | 2       | -            | -            | -            | -            | -            | -            | 1      | 0      | 0      | 1      | 0      | 2      |
| Totale       | .545      | 5       | 3       | 0       | 2       | 139     | 42      | 4            | 3            | 0            | 1            | 141          | 52           | 9      | 6      | 0      | 3      | 280    | 94     |